# Gravastar
Em astrofísica, a hipótese dos gravastar é uma proposta de Pawel Mazur e Emil Mottola como alternativa aos buracos negros. Resulta de supor limitações físicas reais na formação de buracos negros.  Estes limites, tais como um comprimento e tempo quântico (chronon) discretos, não eram conhecidos quando os buracos negros foram originalmente teorizados, então o conceito é uma tentativa de "modernização" da teoria por incorporar a mecânica quântica. No lugar de uma estrela colapsando em um ponto do espaço com uma gravidade virtualmente infinita (singularidade gravitacional), esta hipótese propõe que quando um objeto colapsa gravitacionalmente, o próprio espaço chega a uma transição de fase que limita a continuidade do colapsamento. O termo gravastar deriva-se das palavras Gravitational Vacuum Star (em inglês, estrela de vácuo gravitacional).